# Eupithecia tenebricosa
Eupithecia tenebricosa är en fjärilsart som beskrevs av Karl Dietze 1910. Eupithecia tenebricosa ingår i släktet Eupithecia och familjen mätare. Inga underarter finns listade i Catalogue of Life.